# Daniel Yeboah
Daniel Yeboah (Abidjan, 13 novembre 1984) è un ex calciatore ivoriano, di ruolo portiere.

## Palmarès

### Club

#### Competizioni nazionali
- Coppa della Costa d'Avorio: 2

ASEC Mimosas: 2008, 2011
- Campionato ivoriano: 2

ASEC Mimosas: 2009, 2010